# شهرستان گرگان
شهرستان گرگان با نام پیشین «استرآباد» یکی از شهرستان‌های ایران است که در شمال ایران در استان گلستان قرار گرفته است. شهر گرگان مرکز این شهرستان است و جمعیت شهرستان در سال ۱۳۹۵، برابر با ۴۸۰٬۵۴۱ نفر (۱۵۰٬۶۴۹ خانوار) بوده است که شامل ۲۴۱٬۷۰۰ مرد و ۲۳۸٬۸۰۰ زن بود. مردم شهرستان گرگان با زبان طبری گرگانی و فارسی سخن می‌گویند.
اقوام اصیل و بومی گرگان شامل: استرآبادی‌ها، طبری‌ها و زیارتی‌ها هستند و اقوام غیر گرگانی شامل: سیستانی‌ها، کُردها، خراسانی‌ها، آذری‌ها، بلوچ‌ها، قزاق‌ها و ترکمن‌ها که مهاجر هستند، غیر گرگانی می‌باشند.
سوغات این شهرستان شامل نان خرمایی، حلوا اوماج، نان پادرازی، نان زنجبیلی و سرغربیلی و … می‌باشد.

## تقسیمات کشوری[۴]
- بخش مرکزی شهرستان گرگان
  - دهستان استرآباد جنوبی
  - دهستان انجیرآب
  - دهستان روشن آباد

شهرها: گرگان، جلین
- بخش بهاران
  - دهستان استرآباد شمالی
  - دهستان قرق

شهرها: سرخنکلاته، قرق